# Carl Schlickum

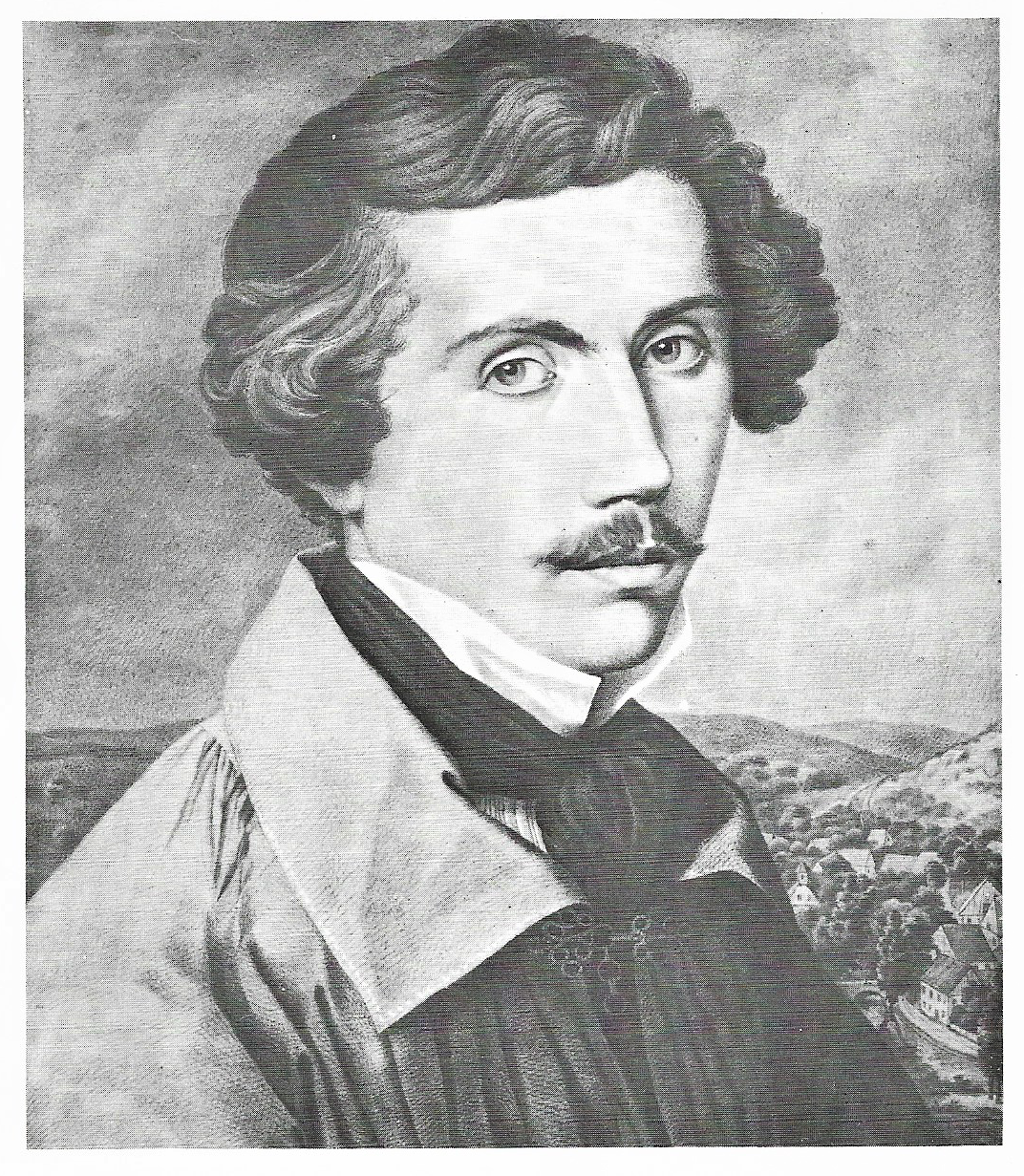
Selbstporträt von Carl Schlickum

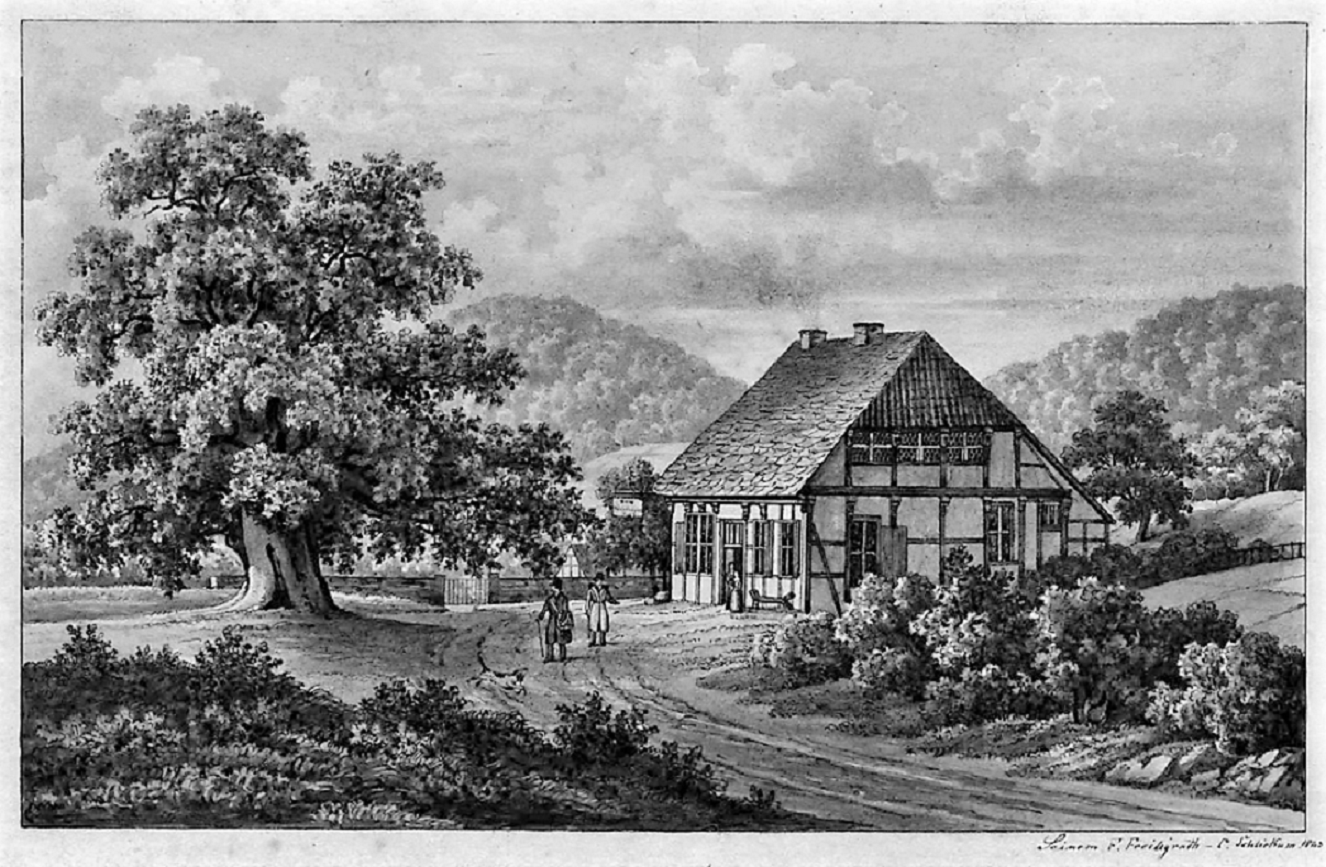
Zeichnung von Carl Schlickum „Landschaft mit Wohnhaus“ (1840)

Carl Schlickum (* 22. Januar 1808 in Eilpe, Westfalen; † 1869 in Blumfield, Saginaw County, Michigan, USA) war ein deutschamerikanischer Illustrator, Zeichner und Maler romantischer Landschaften.

## Leben
Als Sohn des Geometers Johann Schlickum († 1844) und dessen Ehefrau Maria geb. Boos im Hagener Vorort Eilpe geboren, studierte er nach Abschluss seiner Schulzeit zunächst an der Gewerbeschule Hagen, wechselte aber später an das Königliche Gewerbeinstitut Berlin. Von dort sind seine ersten künstlerischen Werke seit 1836 belegt.
1839 begab sich Schlickum mit dem Dichter Ferdinand Freiligrath auf eine große Wanderung durch das Westfalen der frühen Industrialisierungsphase und schuf die Bildvorlagen für das Werk Das malerische und romantische Westphalen von Ferdinand Freiligrath und Levin Schücking.
Im Mai 1849 war er an der Revolution von Iserlohn beteiligt. Kurze Zeit vorher hatte er am 2. November 1848 seine 16 Jahre jüngere Ehefrau Augusta    geb. Pilgram (* 1824; † nach 1880) aus Monheim in Eilpe geheiratet. Im Frühling 1851 wanderte Schlickum während der auf den Iserlohner Aufstand folgenden Reaktionsära mit ihr und seinem zweijährigen Sohn Karl (später: Charles, * 1850) in die USA aus. Dort werden noch Sohn William (* 1859) sowie die Töchter Bertha (* 1861) und Emma (* 1865) geboren. Dort arbeitete er als Farmer und als Verwaltungsbeamter, während er gleichzeitig sein künstlerisches Werk romantischer deutscher Landschaften fortsetzte. Er starb im Jahr 1869 in Blumfield durch Selbstmord. Der ebenfalls in Amerika lebende Freund Schlickums, Emil Anneke, teilte anschließend in einem Brief dem Dichter Freiligrath mit, dass bitterste Not und Armut den Maler zu solcher Verzweiflung getrieben habe.
Im Hagener Stadtteil Eilpe, seinem Geburtsort, wurde nach ihm der Karl-Schlickum-Weg benannt.

## Werke
- Carl Schlickum: Die Ruine Heisterbach im Schnee, um 1850[4]
- Carl Schlickum: Das Nahethal: in acht Ansichten. Habicht, Bonn [ca. 1850]. Online-Ausgabe dilibri Rheinland-Pfalz